# N-Körper-Simulation
In der Physik und Astronomie ist eine N-Körper-Simulation eine Simulation eines dynamischen Systems von Teilchen, in der Regel unter dem Einfluss physikalischer Kräfte wie der Schwerkraft (siehe N-Körper-Problem für andere Anwendungen). N-Körper-Simulationen sind weit verbreitete Werkzeuge in der Astrophysik, von der Untersuchung der Dynamik von Systemen mit wenigen Körpern wie dem Erde-Mond-Sonne-System bis hin zum Verständnis der Entwicklung der großräumigen Struktur des Universums. In der physikalischen Kosmologie werden N-Körper-Simulationen verwendet, um Prozesse der nichtlinearen Strukturbildung wie Galaxienfilamente und Galaxienhalos unter dem Einfluss Dunkler Materie zu untersuchen. Direkte N-Körper-Simulationen werden zur Untersuchung der dynamischen Entwicklung von Sternhaufen verwendet.

## Eigenschaften der Teilchen
Die in der Simulation behandelten "Teilchen", oder auch Auflösungselemente genannt, können physischen Objekten entsprechen, die von Natur aus teilchenartig sind, müssen es aber nicht. So könnte beispielsweise eine N-Körper-Simulation eines Sternhaufens ein Auflösungselement pro Stern haben, so dass jedes Auflösungselement sehr gut der Näherung eines Teilchens, bzw. einer Punktmasse entspricht. Die Simulation einer Gaswolke hingegen kann es sich nicht leisten, ein Auflösungselement für jedes Atom oder Molekül des Gases zu haben, da dies eine Größenordnung von {\displaystyle 10^{23}} Auflösungselementen für jedes Mol des Materials erfordern würde (siehe Avogadro-Konstante), so dass ein einzelnes Auflösungselement eine viel größere Gasmenge darstellt (oft unter Verwendung der geglätteten Teilchen-Hydrodynamik, englisch smoothed particle hydrodynamics, SPH). Diese Menge muss keine physikalische Bedeutung haben, sondern muss als Kompromiss zwischen Genauigkeit und Rechenaufwand gewählt werden. Hierbei verhält sich ein Auflösungselement der Simulation auch nicht mehr wie ein Molekül des Gases, sondern folgt den statistischen Eigenschaften, die Teilchen am selben Ort zeigen, also den Gesetzen der Hydrodynamik (SPH ist nur dann anwendbar, wenn die mittlere freie Weglänge im Vergleich zu den Skalen, die aufgelöst werden sollen, klein ist. Dies ist in der Astrophysik für gewöhnlich der Fall). In anderen Simulationen, wie denen von Dunkler Materie, werden die Auflösungselemente als Repräsentationen von Ausschnitten des Phasenraums interpretiert.